# 諸国百物語

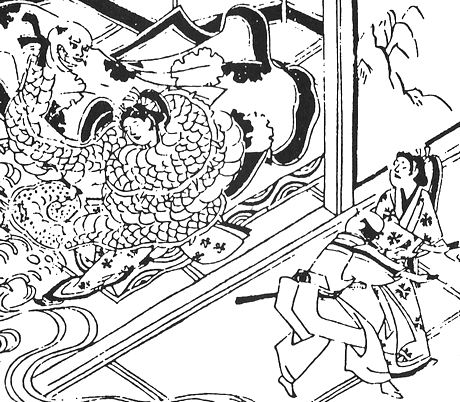
「遠江の国堀越と云ふ人婦に執心せし事」

『諸国百物語』（しょこくひゃくものがたり）は、延宝5年（1677年）4月に刊行された日本の怪談集。全5巻、各巻20話構成で、全百話。著者、編者ともに不詳。江戸時代に流行した百物語怪談本の先駆けといえる書物であり、その後に刊行された多くの同系統の怪談本にも大きな影響を与えたといわれる。

## 概要
本書の序文には、信州（現・長野県）諏訪で武田信行という名の浪人者を中心とした3,4人の旅の若侍たちが百物語怪談会を行い、その内容を記録したものが本書だとある。実際には本書の内容は、それ以前に刊行された怪談集から引き写したとみられる話も多く、中でも寛文3年（1663年）の『曽呂利物語』からの採用といわれる話は21話にもおよび、ほかにも『因果物語』『宿直草』などの古書が出所とみられる話もある。そのため、怪談会の執筆記録というのは作り話であり、怪談会という形式のみを借用したものと考えられている。
本書の伝本はきわめて少数であり、現存する完本は東京国立博物館の蔵本が唯一である。

### 特徴
本書は2つの大きな特徴において評価されている。第一の特徴は、江戸時代当時に人気を博していた「百物語」の名をいち早く題名に用いたことである。本書以前に、万治年間にも『百物語』と題した版本が出版されているが、これは怪談ではなく笑話集であり、怪談集としての「百物語」は本書が嚆矢とされている。また本書以降、百物語の流行にともなって「百物語」を題名に用いた多数の怪談集が刊行されたものの、実際に全百話の怪談を収録したものはごく稀であり、中には享保17年（1732年）刊行の『太平百物語』のように百話の半数の50話しか収録されていないものもあるが、『諸国百物語』は題名に違わず全百話が収録されており、現在確認されている物の中で全百話の怪談集は、本書が唯一とされている。
第二の特徴は、これも題名に「諸国」とあるとおり地域を特定せず、北は東北地方から南は九州まで日本各地の怪異譚を扱っていることである。このように諸国の様々な談話を一つの書物に集約するという手法は、古典の説話集の伝統に基いたものではあったが、当時としては新しく目覚しい趣向であった。

### 内容
幽霊、妖怪、動物の怪異（キツネやタヌキなど）といった怪談で構成されているが、室町時代・戦国時代までの説話集で隆盛を極めていた妖怪や魑魅魍魎（本書では「ばけ物」「へんげ」などと表記されている）の話が減少しており、代わって無惨に痛めつけられた人間の幽霊、怨霊などを扱う話が全体の3分の1を占め、特に女性の幽霊譚が多く見受けられる。これは、自然界の脅威の象徴ともいうべき妖怪に対し、当時の人々の関心が減りつつあり、江戸期に『画図百鬼夜行』などの妖怪画集が刊行されたように、妖怪は脅威よりむしろ好奇心の対象へ移行したことや、それら妖怪などに代わって人間の因業の恐ろしさ、女性の嫉妬や執心による幽霊譚などが怪談会の主な話題となったためと考えられている。

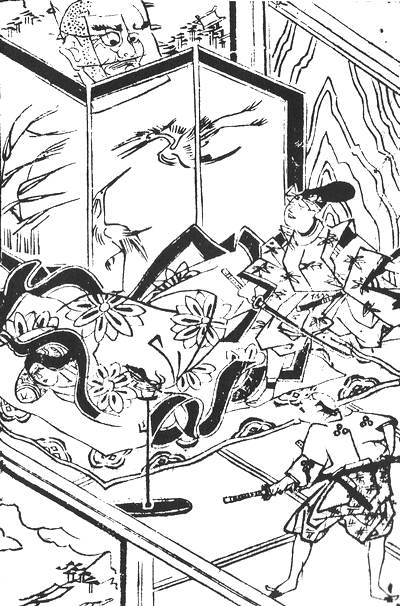
「小笠原どの家に大坊主ばけ物の事」

当時の人々の感覚を現代に伝える話も多い。たとえば「小笠原どの家に大坊主ばけ物の事」など、大坊主の妖怪の登場する話は、当時の僧に対する庶民たちの侮蔑や敵意を反映したものであり、キリシタンの処刑場で怪異の起きる「吉利支丹宗門の者の幽霊の事」は、キリシタン・バテレンを魔性の者と解釈したものといわれている。
全百話を締めくくる百話目「百物がたりをして富貴になりたる事」は、題のとおり百物語を行うことで富を得たという話である。伝承上では百物語を終えると怪異が起こるといわれるが（詳細は百物語#形式を参照）、逆に富を得たとする話を百話目に用いるのは、そうした怪異が現実に生じることのないようにとの、一種の魔除けの意味との説がある。

### 影響
江戸当時には、前述の現存本の書肆により後に『新諸国百物語』が刊行されており、本書がいかに好評であったかが窺い知れる。この人気の要因は、江戸時代は遠隔地への旅行もままならなかったことから、当時の人々にとって遠方の国々は想像も及ばない一種の異界ともいえ、本書のように諸国の出来事を綴った書は、読者に対してまだ見たことのない国々の魅力を与えるものであったこと、加えてほとんどの話がどこの土地でどんな人物が遭遇した話であるか記されているため、リアリティに富んでいることが読者の目を惹きつけたためと考えられている。
本書の記述上の趣向は当時の読者たちに受け入れられたことから、後の怪談本に与えた影響も大きく、この趣向を受け継いだ書も多い。諸国の話集という形式を受け継いだとされるものには井原西鶴による『西鶴諸国ばなし』『一宿道人懐硯』、本書同様に巻末に富貴・出世などの話を用いている話集には『御伽百物語』『太平百物語』などがある。

## 収録作品

### 巻之一

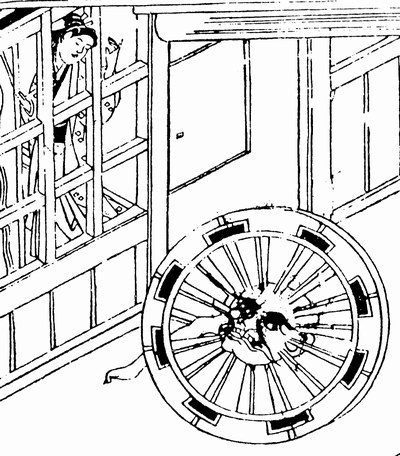
「京東洞院かた輪車の事」

- 一 駿河の国板垣の三郎へんげの物に命をとられし事
- 二 座頭旅にてばけ物にあひし事付タリ三条小鍛冶が銘の刀の事
- 三 かわちの国くらがり峠道珍天狗に鼻はぢかるゝ事
- 四 松浦伊予が家にばけ物すむ事
- 五 木屋の介五郎が母夢に死人をくいける事
- 六 狐山伏にあだをなす事
- 七 蓮台野二つ塚のばけ物の事
- 八 後妻うちの事付タリ法花経の功力
- 九 京東洞院かた輪車の事
- 十 下野の国にて修行者亡霊にあひし事
- 十一 出羽の国杉山兵部が妻かげの煩の事
- 十二 するがの国美穂が崎女の亡魂の事
- 十三 越前の国永平寺の新発意が事
- 十四 せつちんのばけ物の事
- 十五 敦賀のくに亡霊の事
- 十六 栗田源八ばけ物を切る事
- 十七 本能寺七兵衛が妻の幽霊の事
- 十八 殺生をして白髪になりたる事
- 十九 会津須波の宮首番と云ふばけ物の事
- 二十 尼が崎伝左衛門湯治してばけ物にあひし事

### 巻之二
- 一 遠江の国見付の宿御前の執心の事
- 二 相模の国小野寺村のばけ物の事
- 三 ゑちぜんの国府中ろくろ首の事
- 四 仙台にて侍の死霊の事
- 五 六端の源七ま男せし女をたすけたる事
- 六 かゞの国にて土蜘女にばけたる事
- 七 ゑちごの国猫またの事

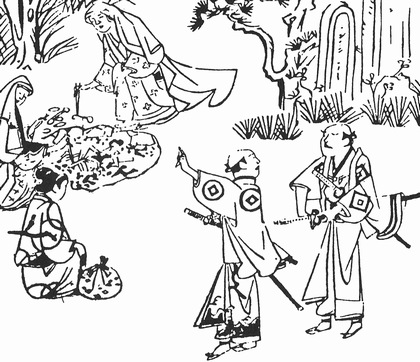
「吉利支丹宗門の者の幽霊の事」

- 八 魔王女にばけて出家の往生を妨げんとせし事
- 九 ぶんごの国何がしの女ばう死骸を漆にて塗りたる事
- 十 志摩の国雲松と云ふ僧毒蛇の難をのがれし事
- 十一 熊野にて百姓わが女ばうを変化にとられし事
- 十二 遠江の国堀越と云ふ人婦に執心せし事
- 十三 奥州小松のしろばけ物の事
- 十四 京五でうの者仏の箔をこそげてむくいし事
- 十五 西江伊予の女ばうしうしんの事
- 十六 吉利支丹宗門の者の幽霊の事
- 十七 紀伊の国にてある人の妾死して執心来たりし事
- 十八 小笠原どの家に大坊主ばけ物の事
- 十九 もりの美作どの屋敷の池にばけ物すみし事
- 二十 ゑちぜんの国にて亡者よみがへりし事

### 巻之三
- 一 伊賀の国にて天狗座頭にばけたる事

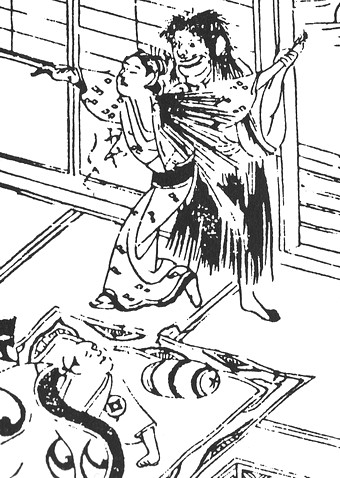
「安部宗びやうへが妻の怨霊の事」

- 二 近江の国笠鞠と云ふ所せつちんのばけ物の事
- 三 大石又之丞地神のめぐみにあひし事
- 四 江州白井介三郎が娘の執心大じやになりし事
- 五 安部宗びやうへが妻の怨霊の事
- 六 ばけものに骨をぬかれし人の事
- 七 まよひの物二月堂の牛王にをそれし事
- 八 奥嶋検校山の神のかけにて官にのぼりし事
- 九 道長の御前にて三人の術くらべの事
- 十 加賀の国あお鬼の事
- 十一 はりまの国池田三左衛門どの煩の事
- 十二 古狸さぶらひの女ばうにばけたる事
- 十三 慶長年中いがの国ばけ物の事
- 十四 ぶんごの国西迎寺の長老金に執心をのこす事
- 十五 備前の国うき田の後家まんきの事
- 十六 下総の国にて継子を悪みてわが身にむくふ事
- 十七 渡部新五郎が娘若宮の児に思ひそめし事
- 十八 いがの国名張にて狸老母にばけし事
- 十九 艶書のしうしん鬼となりし事
- 二十 賭づくをしてわが子の首を切られし事

### 巻之四
- 一 端井弥三郎ゆうれいを舟渡しせし事
- 二 ゑい山の源信ぢごくを見て帰られし事
- 三 酒のいとくにてばけ物をたいらげたる事
- 四 ゆづるの観音に兵法をならひし事
- 五 牡丹堂女のしうしんの事
- 六 たんば申楽へんげの物につかまれし事

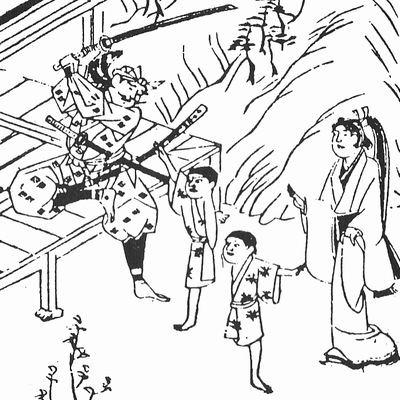
「あさまの社ばけ物の事」

- 七 筑前の国三太夫と云ふ人幽霊とちぎりし事
- 八 土佐の国にて女のしうしん蛇になりし事
- 九 遠江の国にて蛇人の妻をおかす事
- 十 あさまの社ばけ物の事
- 十一 気ちがいの女を幽霊かと思ひし事
- 十二 蟹をてうあひして命をたすかりし事
- 十三 嶋津藤四郎が女ばうゆうれいの事
- 十四 死霊の後妻うち付タリ法花経にて成仏の事
- 十五 ねこまた伊藤源六が女ばうにばけたる事
- 十六 狸のしうげんの事付タリ卒塔婆の杖の奇特
- 十七 熊本主理が下女ぼうこんの事
- 十八 津のくに布引の滝の事付タリ詠歌
- 十九 竜宮のおとひめ五十嵐平右衛門が子にしうしんの事
- 二十 大野道観あやしみをみてあやしまざる事

### 巻之五
- 一 釈迦牟尼仏といふ名字の由来の事
- 二 二桝をつかいて火車にとられし事
- 三 松村介之丞海豚魚にとられし事
- 四 播州ひめぢの城ばけ物の事
- 五 馬場内蔵主大じやをたいらげし事
- 六 紀州わか山松もと屋久兵衛が女ばうの事
- 七 三本杉を足にてけたるむくいの事
- 八 狸廿五のぼさつの来迎をせし事

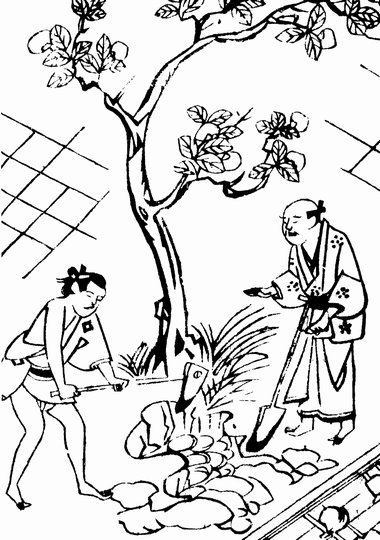
「百物がたりをして富貴になりたる事」

- 九 吉田宗貞の家に怪異ある事付タリ歌のきどく
- 十 ぶぜんの国宇佐八まんへよなよなかよふ女の事
- 十一 芝田主馬が女ばう嫉妬の事
- 十二 万吉太夫ばけ物の師匠となる事
- 十三 丹波の国さいき村いきながら鬼になりし人の事
- 十四 栗田左衛門介が女ばう死して相撲をとりに来たる事
- 十五 いせの津にて金のしうしんひかり物となりし事
- 十六 松坂屋甚太夫が女ばう後妻うちの事
- 十七 靏の林うぐめのばけ物の事
- 十八 大森彦五郎が女ばう死して後双六をうちに来たる事
- 十九 女の生霊の事付タリよりつけの法力
- 二十 百物がたりをして富貴になりたる事